# Český Bukov
Český Bukov (německy Böhmisch Bokau) je osada, část obce Povrly v okrese Ústí nad Labem v Ústeckém kraji. Nachází se v Českém středohoří severně od Povrlů.

## Název
Název osady může být odvozen z osobního jména Buk či Buka ve významu Bukův dvůr nebo z pomístního jména označujícího místo, kde rostl bukový les. V historických pramenech se název vsi objevuje ve tvarech: Bukau (1352), Bukow (1384, 1414, 1552), Bokow (1385–1405), Pöhmisch bockau (1708), Böhmisch Bockau (1787 a 1833) a úředně Bukov český nebo německy Böhmischpokau (1854).

## Historie
První písemná zmínka o vesnici pochází z roku 1352. Vesnice měla zemědělský charakter založený na chovu dobytka. Hlavními produkty hospodářství bývalo mléko, máslo a vejce. Fungovaly v ní sbor dobrovolných hasičů, svaz zemědělců, místní skupiny Svazu Němců a spolku včelarů a zemědělské kasino.

## Přírodní poměry
Katastrální území Český Bukov měří 4,85 km². Leží v Českém středohoří, konkrétně v podcelku Verneřické středohoří a okrsku Ústecké středohoří. Vesnice se nachází v nadmořské výšce okolo 385 metrů v závěru údolí Bukovského potoka, který se na sever Povrl vlévá do Lužeckého potoka a ten krátce poté do Labe.
V rámci Quittovy klasifikace podnebí Český Bukov stojí v mírně teplé oblasti MT4, pro kterou jsou typické průměrné teploty −2 až −3 °C v lednu a 16–17 °C v červenci. Roční úhrn srážek dosahuje 500–750 milimetrů. Mrazových dnů bývá 110–130, zatímco letních dnů jen dvacet až třicet. Oblast MT4 přechází jižně a východně od vsi do mírně teplé oblasti MT9.
V osadě roste osmnáct metrů vysoká lípa malolistá s obvodem kmene okolo 400 centimetrů. Je chráněná jako památný strom.

## Obyvatelstvo
Při sčítání lidu v roce 1921 ve vsi žilo 152 obyvatel (z toho 72 mužů) německé národnosti, kteří se kromě jednoho evangelíka hlásili k římskokatolické církvi. Podle sčítání lidu z roku 1930 měla vesnice 161 obyvatel: jednoho Čechoslováka a 160 Němců. Až na dva lidi bez vyznání byli římskými katolíky.
|           | 1869 | 1880 | 1890 | 1900 | 1910 | 1921 | 1930 | 1950 | 1961 | 1970 | 1980 | 1991 | 2001 | 2011 |
| --------- | ---- | ---- | ---- | ---- | ---- | ---- | ---- | ---- | ---- | ---- | ---- | ---- | ---- | ---- |
| Obyvatelé | 161  | 183  | 193  | 177  | 164  | 152  | 161  | 67   | 58   | 29   | 20   | 16   | 15   | 31   |
| Domy      | 23   | 29   | 30   | 29   | 29   | 29   | 29   | 26   | 34   | 10   | 8    | 4    | 7    | 10   |

## Obecní správa a politika
Český Bukov je základní sídelní jednotka obce Povrly. Po zrušení patrimoniální správy se Český Bukov stal roku 1850 obcí. Při sčítání lidu v letech 1869–1930 bývala vesnice obcí v okrese Ústí nad Labem a roku 1950 v okrese Ústí nad Labem-okolí. Po uzavření Mnichovské dohody se obec ocitla na území Říšské župy Sudety. Obecní úřad ukončil činnost v květnu 1945, kdy jej nahradila místní správní komise.
V době existence samostatné obce k ní patřily osady Maškovice a Poustka. Od 1. ledna 1963 se Český Bukov stal částí obce Povrly a od 1. července jako část obce administrativně zanikl.
Starosty obce byli:
- A. Hahmann
- Josef Klement (1885)
- Wenzel Schröter (1896)
- Wenzel Laube (1907)
- Emil Köcher (1923, 1926, 1930)
- Josef Schmöss (1934)
- Karl Kreische (jmenován v říjnu 1938)

## Pamětihodnosti
- Fara
- Usedlost čp. 220